# Острів Бейнбридж
Острів Бейнбридж (англ. Bainbridge Island) — острівне місто (англ. city) в США, в окрузі Кітсеп штату Вашингтон. У липні 2005 року CNN/Money журнал Money назвав його другим найкращим місцем для життя в США. Населення — 24 825 осіб (2020).
Побратимами міста є  Ометепе та  Нант.

## Географія
Острів Бейнбридж розташований за координатами 47°38′57″ пн. ш. 122°30′53″ зх. д. / 47.64917° пн. ш. 122.51472° зх. д. (47.649254, -122.514838). За даними Бюро перепису населення США в 2010 році місто мало площу 168,40 км², з яких 71,51 км² — суходіл та 96,89 км² — водойми.

## Демографія
Згідно з переписом 2010 року, у місті мешкало 23 025 осіб у 9470 домогосподарствах у складі 6611 родини. Густота населення становила 137 осіб/км². Було 10584 помешкання (63/км²).
Расовий склад населення:
| - 91,0 % — білих - 3,2 % — азіатів - 0,5 % — корінних американців - 0,4 % — чорних або афроамериканців - 0,2 % — вихідців з тихоокеанських островів |

До двох чи більше рас належало 3,9 %. Частка іспаномовних становила 3,9 % від усіх жителів.
За віковим діапазоном населення розподілялося таким чином: 23,7 % — особи молодші 18 років, 59,9 % — особи у віці 18—64 років, 16,4 % — особи у віці 65 років та старші. Медіана віку мешканця становила 47,7 року. На 100 осіб жіночої статі у місті припадало 93,5 чоловіків; на 100 жінок у віці від 18 років та старших — 90,2 чоловіків також старших 18 років.
Середній дохід на одне домашнє господарство становив 136 773 долари США (медіана — 101 689), а середній дохід на одну сім'ю — 159 739 доларів (медіана — 121 940). Медіана доходів становила 100 069 доларів для чоловіків та 59 795 доларів для жінок. За межею бідності перебувало 5,4 % осіб, у тому числі 5,4 % дітей у віці до 18 років та 3,5 % осіб у віці 65 років та старших.
Цивільне працевлаштоване населення становило 11 042 особи. Основні галузі зайнятості: освіта, охорона здоров'я та соціальна допомога — 23,1 %, науковці, спеціалісти, менеджери — 22,5 %, мистецтво, розваги та відпочинок — 9,7 %, публічна адміністрація — 7,2 %.

## Економіка
У липні 2013 року тут заснували проєкт «Не купуй».

## Виноски
1. ↑  перепис населення США 2020 / за ред. Бюро перепису населення США
2. ↑  Money Best Places to Live 2005. CNN/Money.com. July 2005. Архів оригіналу за 15 серпня 2012. Процитовано 18 липня 2005.
3. ↑  Sister Islands-Islas Hermanas Bainbridge-Ometepe. Архів оригіналу за 15 серпня 2012. Процитовано 6 червня 2006.
4. ↑  Gazetteer. Бюро перепису населення США. Процитовано 16-06-2019.(англ.)
5. ↑  Бюро перепису населення США. Census of Population and Housing. Архів оригіналу за 26 квітня 2015. Процитовано 26 вересня 2013.
6. ↑  Population Estimates. Бюро перепису населення США. Архів оригіналу за 8 березня 2021. Процитовано 14 червня 2019.
7. ↑  American FactFinder. Бюро перепису населення США. Архів оригіналу за 8 січня 2015. Процитовано 16-06-2019.(англ.)
8. ↑  About. Buy Nothing Project. Процитовано 19 липня 2023.